# Atheta perpera
Atheta perpera är en skalbaggsart som beskrevs av Thomas Casey 1910. Atheta perpera ingår i släktet Atheta och familjen kortvingar. Inga underarter finns listade i Catalogue of Life.